# محمد الیمانی
محمد الیمانی (عربی: محمد اليماني؛ زادهٔ ۱۰ ژانویهٔ ۱۹۸۲) بازیکن فوتبال اهل مصر است.

## باشگاهی
از باشگاه‌هایی که در آن بازی کرده‌است می‌توان به باشگاه ورزشی اسماعیلی، باشگاه فوتبال الاتحاد اسکندریه، باشگاه فوتبال استاندارد لیژ، باشگاه ورزشی زمالک، و باشگاه فوتبال مشلان اشاره کرد.

## تیم ملی
وی همچنین در تیم ملی فوتبال مصر بازی کرده‌است.